# Hydrelia condensata
Hydrelia condensata là một loài bướm đêm trong họ Geometridae.